# Gól
Gól (v. engl.: Goal), auch Týdeník Gól oder Fotbalový a Hokejový Týdeník Gól ist eine tschechische Sportzeitschrift, die einmal wöchentlich erscheint. Redaktionssitz ist Prag. Sie berichtet, wie aus ihrem Langtitel ersichtlich, ausschließlich in etwa gleichen Anteilen über die Sportarten Fußball und Eishockey. Chefredakteur ist seit 2003 Stanislav Hrabě.

## Charakteristik
Gól widmet sich jeweils etwa zur einen Hälfte Fußball, wozu auch Futsal gehört, zur anderen Eishockey. Der Schwerpunkt variiert nach Jahreszeit und größeren Veranstaltungen. Nach dem Vorbild von France Football führte Gól ein Bewertungssystem für Spieler der obersten Fußballliga ein. Für eine herausragende Leistung vergibt die Redaktion drei Kreuze, für eine gute Leistung zwei, für eine solide ein Kreuz, und für eine schwache Leistung einen schwarzen Punkt.
Darüber hinaus bringt die Fachzeitschrift ausführliche Statistiken zur höchsten tschechischen Fußballliga: Torschützen, Vorlagengeber, Torhüter ohne Gegentor (in Minuten), Zuschauerstatistiken und die Elf des Spieltags. Vergleichbare, wenn auch nicht ganz so ausführliche Statistiken gibt es für die 2. Liga und für die Extraliga im Eishockey.

## Geschichte
Die Zeitschrift entstand 1968 aus dem Monatsmagazin Kopaná-Hokej. Als Vorbild diente den Redakteuren die russische, thematisch ähnlich ausgerichtete Wochenzeitung Футбол-Хоккей. Die erste Ausgabe von Gól erschien am 3. Oktober 1968 im Verlag Olympia. Die Zeitschrift hatte schnell eine große Leserschaft und war bis zur Samtenen Revolution 1989 als Mangelware nur unter dem Tisch zu bekommen. Ebenso schwierig war es, auf das Abonnentenverzeichnis zu gelangen.
Nach 1989 musste sich die Zeitschrift der Privatkonkurrenz stellen und stellte 2003 für drei Wochen sogar ihr Erscheinen ein. Dann fand sich mit AS press s.r.o. ein neuer Verleger, der die Zeitschrift weiterführte.

## Vergebene Auszeichnungen
Gól vergibt seit 1969 den Preis Zlatá hokejka (Deutsch: Goldener Hockeyschläger) für den besten Eishockeyspieler der Tschechoslowakei, respektive seit 1993 Tschechiens.
Darüber hinaus vergibt das Blatt seit 1999 einen Preis an den besten ausländischen Fußballer der Gambrinus Liga.
Seit 1995 gibt es Preise für den besten tschechischen Fußball-Schiedsrichter (Křišťálová píšťalka) sowie seit 1999 für den besten Linienrichter (Křišťálový praporek).
Eine Besonderheit sind die von Gól gegründeten Klubs. Dies ist zum einen der Klub ligových kanonýrů für tschechische Fußballspieler, die mindestens einhundert Erstligatore in europäischen Ligen erzielt haben und der Klub ligových brankářů für tschechische Fußballtorhüter, die mindestens einhundert Erstligaspiele in europäischen Ligen ohne Gegentor absolviert haben.